# GoDaddy
GoDaddy es una empresa registradora de dominios de Internet y de alojamiento web. En 2010 superó la cifra de más de 40 millones de dominios de Internet bajo su gestión. GoDaddy es actualmente la organización registradora de dominios más grande del mundo acreditada por ICANN.
GoDaddy fue fundada en 1997 por Bob Parsons con el nombre de Jomax Technologies pero posteriormente cambió el nombre a GoDaddy en 1999.

## Controversias

### Apoyo a SOPA y boicot resultante
El 22 de diciembre de 2011, se inició un hilo en el sitio web de noticias sociales Reddit, discutiendo la identidad de los partidarios de Stop Online Piracy Act (SOPA), que incluía a GoDaddy. GoDaddy publicó posteriormente declaraciones adicionales apoyando SOPA. Se propuso un boicot y la transferencia de dominios. Esto se extendió rápidamente a través de Internet, obteniendo apoyo, y fue seguido por un día del boicot a GoDaddy propuesto el 29 de diciembre de 2011. Un fuerte partidario de esta acción fue el director ejecutivo de Cheezburger, Ben Huh, que amenazó con que la organización eliminaría más de 1000 dominios de GoDaddy si continuaban su apoyo a SOPA. El fundador de Wikipedia, Jimmy Wales, anunció también que todos los dominios de Wikipedia serían trasladados lejos de GoDaddy porque su posición sobre SOPA era "inaceptable". Después de una breve campaña en Reddit, el propietario de Imgur Alan Schaaf transfiere su dominio de GoDaddy.
GoDaddy retiró su apoyo a SOPA el 23 de diciembre, publicando un comunicado diciendo que "GoDaddy lo apoyará siempre y cuando la comunidad de Internet lo apoye". Más tarde ese día, El CEO Warren Adelman declaró cuando le preguntaron que no podía comprometerse a cambiar la posición de GoDaddy en el expediente en el Congreso, pero dijo: “I’ll take that back to our legislative guys, but I agree that’s an important step” ("Llevaré esto de vuelta a nuestros legisladores, pero estoy de acuerdo en que es un paso importante"); cuando se le presionó, dijo: "Vamos a dar un paso atrás y dejar que los demás asuman papeles de liderazgo." En su opinión, la declaración pública de retirar su apoyo sería suficiente por ahora, aunque se considerarían medidas adicionales. Además, su enfado se debió al hecho de que muchos sitios de Internet y los registradores de dominios estarían sujetos a cierres bajo SOPA, pero GoDaddy está en una clase restringida de negocios exentos que tendrían inmunidad, donde muchos otros operadores de dominio no lo harían.
El 25 de diciembre de 2011 (Día de Navidad), GoDaddy perdió una cifra neta de 16.191 dominios como resultado del boicot. Sin embargo, el 29 de diciembre (el día propuesto del boicot), GoDaddy ganó un neto de 20.748 dominios.

## Premios y reconocimientos
GoDaddy es reconocida por ser una empresa líder en la industria de tecnologías de la información, en el área web.
Existen distintas publicaciones que han otorgado premios y distinciones a esta empresa por la calidad de sus servicios, así como por la opiniones generalmente positivas de sus usuarios.
En el año 2012, GoDaddy fue reconocida como una compañía Fortune 100 "Mejores Empresas para Trabajar". Fue seleccionada por sus excelentes beneficios, gratificaciones únicas y la diversidad.

## Ataques
El 10 de septiembre de 2012, GoDaddy sufre la caída global de sus servicios. Primeras informaciones aseguran que el grupo de hackers y ciberactivistas Anonymous se atribuyó el ataque a través de su cuenta de Twitter  en donde mencionaron: "By using / supporting Godaddy, you are supporting censorship of the Internet."